# The Ring of Destiny
The Ring of Destiny è un cortometraggio muto del 1915 diretto e interpretato da Cleo Madison.

## Produzione
Il film fu prodotto dalla Rex Motion Picture Company.

## Distribuzione
Distribuito dall'Universal Film Manufacturing Company, il film uscì nelle sale cinematografiche USA il 18 novembre 1915.